# Edmond Albe
Pour les articles homonymes, voir Albe.
Le chanoine Edmond Albe, né le 18 septembre 1861 à Figeac dans le département du Lot en France et décédé à Cahors le 27 juin 1926, est un prêtre catholique, chanoine, historien et spéléologue français qui s'intéressa au Quercy.

## Biographie

### L'historien du Quercy médiéval
Médiéviste quercinois de la fin du XIXe et du début du XXe siècle. Il profite d'un séjour à Rome pour exploiter les archives vaticanes et préparer, avec Armand Viré, un Dictionnaire des paroisses du diocèse de Cahors, qui ne verra jamais le jour. Il reste 452 monographies paroissiales, dont les originaux sont disponibles aux Archives diocésaines de Cahors ou aux Archives départementales du Lot. Certaines ont fait l'objet d'une publication.
Il fut un membre de la Société des études littéraires, scientifiques et artistiques du Lot ; et également membre titulaire de la Société d'histoire ecclésiastique de la France.

### Le spéléologue
En 1887, il exerçait les fonctions de professeur d'histoire au petit séminaire de Monfaucon. Il initia à la spéléologie Amédée Lemozi alors élève de sixième. Ce dernier deviendra un grand archéologue et préhistorien.
En 1895, il participa comme équipier aux exploration spéléologiques sur les causses du Quercy avec Édouard-Alfred Martel et Armand Viré.
Le 14 avril 1899, il franchit avec Armand Viré la Grande Barrière du gouffre de Padirac. Ils agrandirent, au burin et à la pointerolle, le passage bas au sommet de cette grande coulée de calcite qui bloquait l'accès vers l'aval de la rivière. Le 8 mai 1899, ils s'arrêtèrent aux Terrasses, un autre obstacle situé 150 mètres plus loin.
De 1906 jusqu'à sa mort, il fut un membre de la Société scientifique, historique et archéologique de la Corrèze.

## Ouvrages
- Albe (Edmond), 1895, Nouvelles igues sur le causse de Gramat (Lot) in Spelunca bulletin (Paris), tome I, fascicule 4, pages 129-138.
- Edmond Albe, Paulette Aupoix (transcription) et François Petitjean (transcription), Monographies des paroisses de la région Vers-Lot-Célé, Archives diocésaines de Cahors, Éditions Quercy.net, 1998.
- Albe (Edmond), 2005, Monographies des paroisses autour de Thémines, publications Racines, éditions du Ver Luisant (Transcription : Gérard Peyrot et Paulette Aupoix).
- Edmond Albe, Autour de Jean XXII : Hugues Géraud, évêque de Cahors : L'affaire des poisons et envoûtements en 1317, Cahors, J. Girma, 1904, 200 p., in-8 (lire en ligne)

## Sources et références
- « Les grandes figures disparues de la spéléologie française », Spelunca (Spécial Centenaire de la Spéléologie), no 31,‎ juillet-septembre 1988, p. 16
- Delanghe Damien, Médailles et distinctions honorifiques (document PDF), in : Les Cahiers du CDS no 12, mai 2001.
- Association des anciens responsables de la fédération française de spéléologie : In Memoriam.
- Martel, E.-A. (1900) : Sur de nouvelles constatations dans la rivière souterraine de Padirac (Lot)- Compte rendu à l'Académie des sciences (Paris).

1. ↑  « Liste des membres de la Société d'histoire ecclésiastique de la France », Revue d'histoire de l'Église de France, vol. Tome 11, no N° 50,‎ 1925, p. 7-23 (lire en ligne)